# Mauricius (ostrov)
Mauricius (francouzsky Île Maurice, kreolsky Moris, anglicky Mauritius) je sopečný ostrov v Indickém oceánu, druhý největší z ostrovů Maskarénského souostroví. Mauricius je zároveň také největší ostrov Mauricijské republiky, na němž se nachází její hlavní město Port Louis.

## Geografie
Ostrov Mauricius se nachází v západní části Indického oceánu, jeho pobřeží je obklopeno korálovými útesy a řadou malých ostrůvků. Nejbližší větší pevninou v okolí je ostrov Réunion, francouzský zámořský departement, který je od Mauricia vzdálený 172 km směrem na jihozápad. 

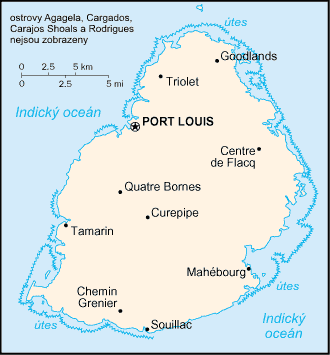
Mapa ostrova

Pokud jde o území Mauricijské republiky, asi 400 km na severovýchod od její metropole na ostrově Mauricius leží korálový atol Cargados Carajos (Saint Brandon) a 560 km směrem na východ ostrov Rodrigues. Souostroví Agaléga, které je rovněž součástí Mauricijské republiky, leží na sever od Mauricia ve vzdálenosti 1064 km (pozn.: některé zdroje uvádějí vzdálenost 1122 km ) tedy dále, než Madagaskar, který se nachází ve vzdálenosti 868 km od Mauricia směrem na západ.

### Geologie a geomorfologie
Ostrov vznikl vulkanickou činností v době před 15 až 8 milióny let. Na Mauriciu již neexistuje žádná činná sopka, avšak stopy zdejší sopečné minulosti jsou patrné dodnes, ať už to jsou pozůstatky velké kaldery, tvary místních horských vrcholů v podobě skalních suků či věží nebo zachovalý sopečný kráter Trou-aux-Cerfs, který má průměr 300 metrů a nachází se v centrální části ostrova přímo uprostřed města Curepipe.
Nejvyšším vrcholem Mauricia je Piton de la Petite Rivière Noire (828 m n. m.), který se zvedá v jihozápadní části ostrova uprostřed národního parku Black River Gorges National Park. Nadmořská výška ostatních vrcholů v této oblasti s výjimkou Mount Cocotte (780 m n. m.) se pohybuje kolem 600 metrů.V pořadí druhé dva nejvyšší vrcholy ostrova Le Pouce a Pieter Both (oba shodně 820 m n. m.) leží o téměř tři desítky kilometrů severněji poblíž metropole Port Louis. Centrální náhorní plošinu obklopuje nížinaté pobřeží, lemované v přilehlých vodách korálovými útesy.

### Podnebí
Podnebí na Mauriciu je tropické – vlhké, avšak s poměrně stabilními teplotami, které se v průběhu celého roku pohybují zhruba mezi 20 (minima) až 30 (maxima) °C. Jelikož se Mauritius nachází na jižní polokouli, poněkud nižší teploty jsou zde v období od června do srpna, ale ani v těchto měsících denní maxima zpravidla neklesají pod 26 – 27 °C. Relativně nejdeštivějším měsícem je únor, nejméně srážek je v období od září do listopadu. Stabilní je i doba slunečního svitu, která zpravidla přesahuje 7 hodin denně, a také vlhkost vzduchu, která se celoročně pohybuje mezi 80 a 85 %. 

## Obyvatelstvo
Hustota zalidnění na Mauriciu patří k nejvyšším na světě. Většinu obyvatelstva tvoří míšenci, přičemž asi dvě třetiny obyvatel jsou indického původu. K dispozici nejsou konkrétní údaje, protože na Mauriciu se již od roku 1972 při sčítání obyvatel nezjišťuje jejich etnický původ.

### Jazyk
Hlavním oficiálním jazykem je angličtina, jako druhý úřední jazyk je uznávána francouzština. Drtivá většina obyvatel (86.5% podle údajů z roku 2011) vzhledem k jejich rozmanitému původu ale používá mauricijskou kreolštinu, která však nemá status oficiálního jazyka.

### Náboženství
Převažujícím náboženstvím na ostrově je hinduismus (51,9% podle údajů z roku 2011). Po něm následuje křesťanství (31,4%) a islám (15,3%). Zbytek představují vyznavači buddhismu a dalších náboženství, pouze 0,7% populace je bez vyznání.

## Doprava
Na ostrově je poměrně hustá síť silnic, při pobřeží se nacházejí četné přístavy. Velké letiště Port Luis Sir Seewoosagur Rangoolam Airport (MRU/FIMP) se rozkládá na jihu ostrova poblíž jeho východního pobřeží.

### Železnice
Železniční tratě existovaly na Mauriciu od 60. let 19. století do roku 1964. V největším rozsahu měly až 250 km. Díky ztrátovosti po Druhé světové válce bylo rozhodnuto o zrušení železnice. Poslední osobní vlak uskutečnil svou cestu 31. března 1956 mezi Port-Louis a Curepipe. Přeprava cukru a dalšího zboží pokračovala až do roku 1964. Železnice byla poté rozbrána a prodána jako kovový šrot. Část kolejových vozidel byla prodána jako šrot do Jižní Afriky a část kolejí šla do Indie.
Kvůli přetrvávajícím dorpavním zácpám na silnicích bylo v roce 2017 rozhodnuto o obnovení železniční dopravy formou lehké železnice. V lednu roku 2018 byla zahájena výstavba železničního spojení mezi metropolí Port Louis a městem Rose Hill. Provoz na tomto úseku měl být zahájen v září 2019. Druhá etapa výstavby, jejíž součástí je vybudování mostu mezi Coromandelem a Sorèze, má být hotova v roce 2021. Na železniční trati se plánuje 19 stanic, moderní nízkopodlažní soupravy typu "Urbos 100" z produkce španělské firmy Construcciones y Auxiliar de Ferrocarriles (CAF) se budou pohybovat rychlostí 80 km/hod. Celkové náklady na výstavbu nového dopravního spojení, která byla vyvolána přetížeností silniční dopravy v oblasti portlouiské aglomerace, mají činit 18,8 miliard mauricijských rupií. Vláda počítá s tím, že cena jízdného Metro Expressem bude odpovídat běžnému tarifu veřejné dopravy, pro seniory, studenty a zdravotně postižené osoby bude přeprava zdarma. První vlaková souprava byla slavnostně dovezena na ostrov 4. července 2019.

## Příroda ostrova Mauricius

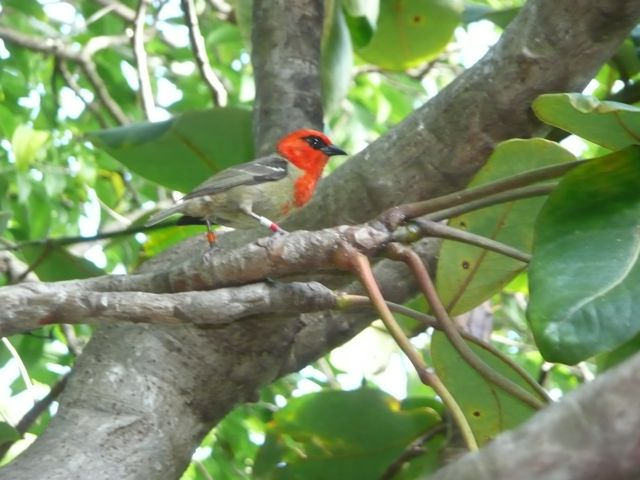
Fodi mauricijský (Foudia rubra) z čeledi snovačovitých
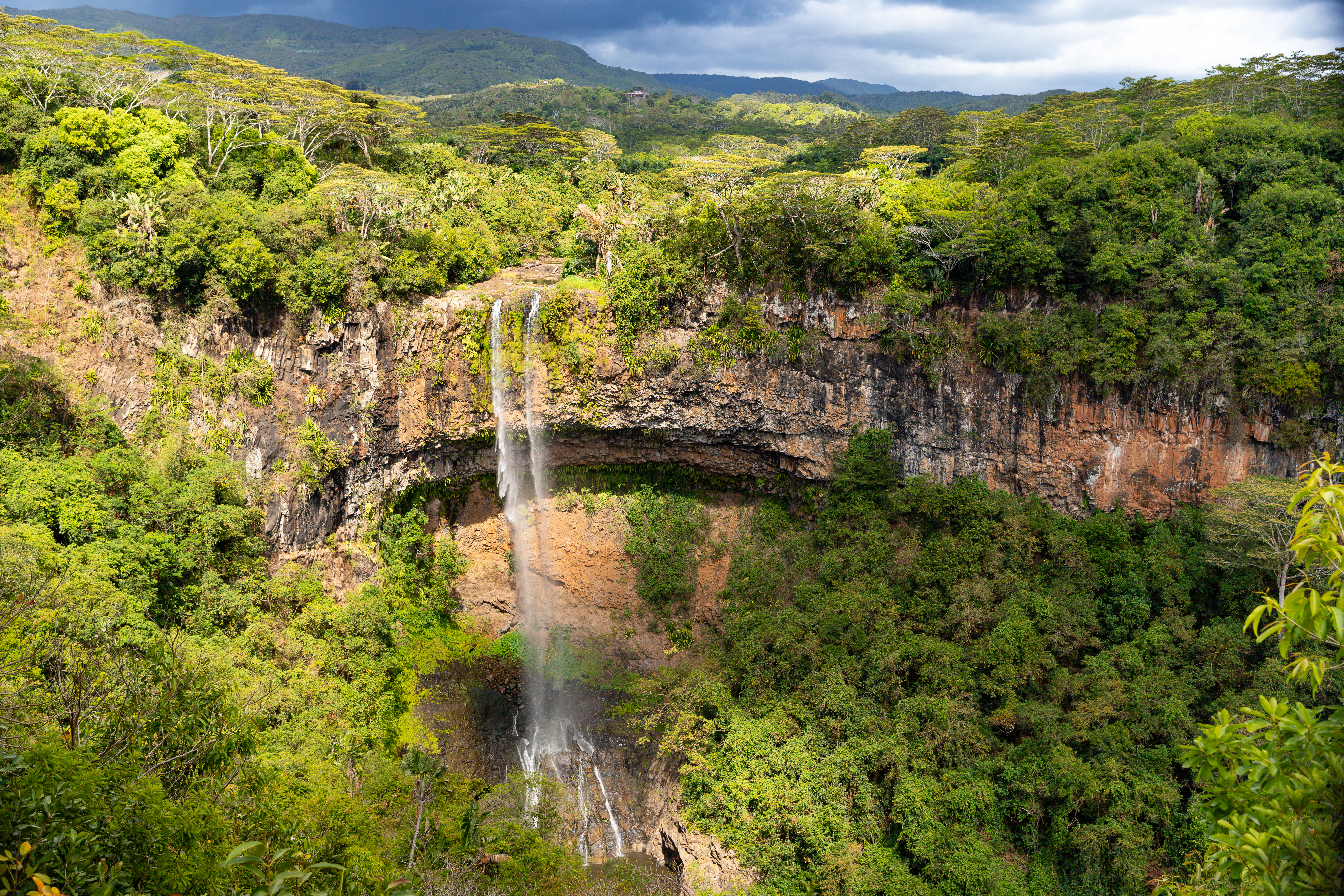
Chamarelské vodopády
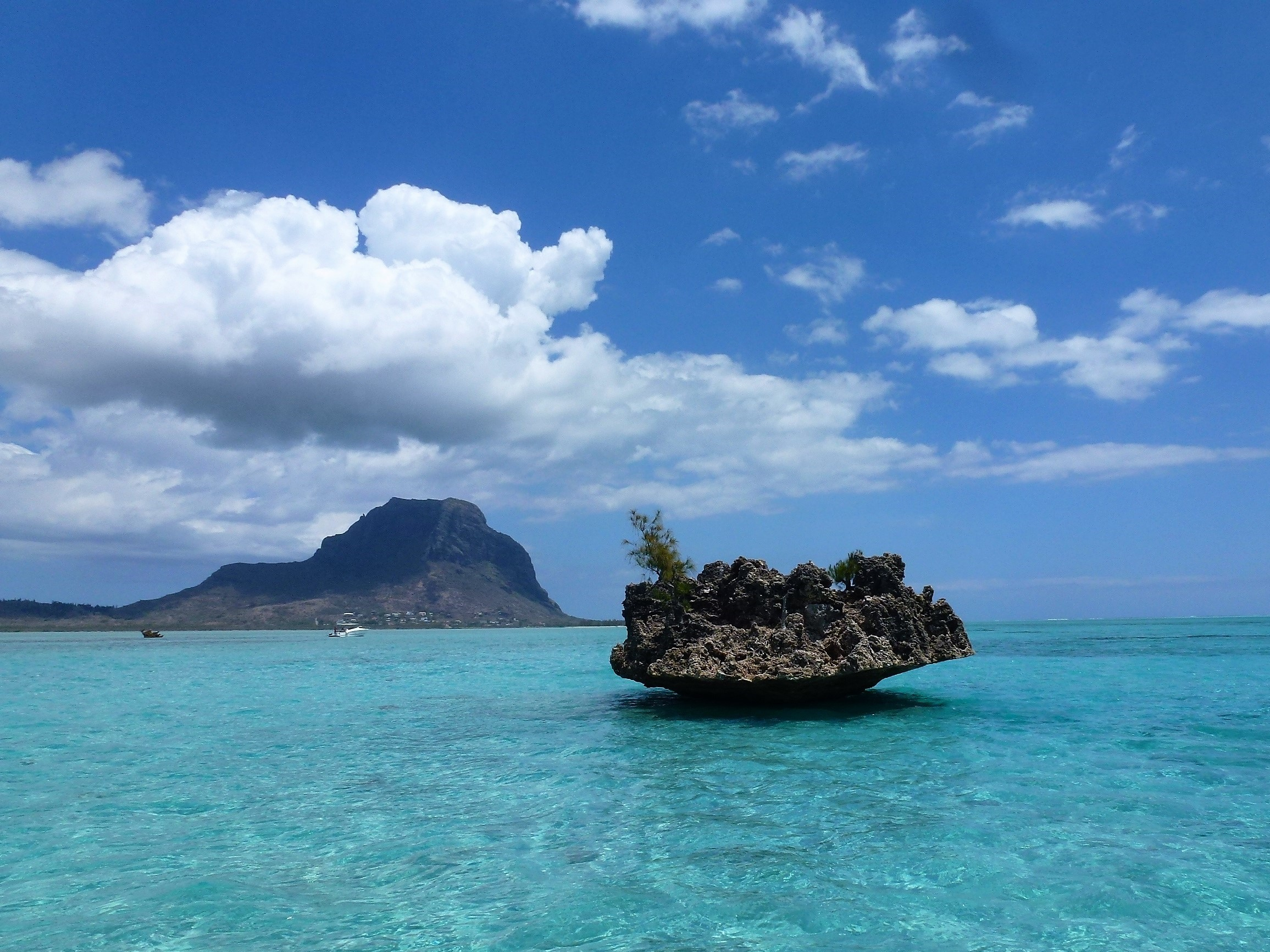
Moře u pobřeží Mauricia, v popředí Kokosová skála
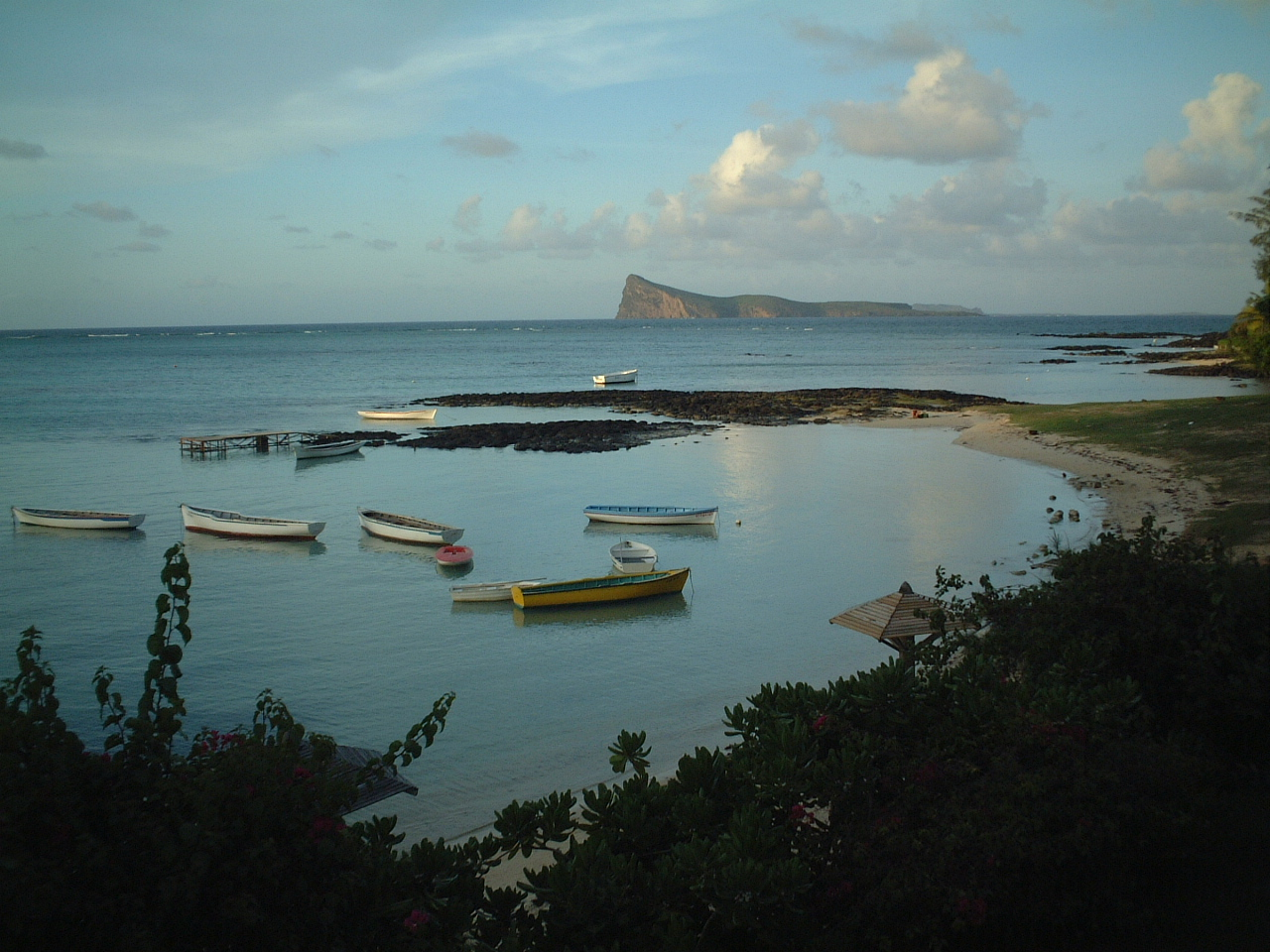
Ostrov Coin de Mire u nejsevernějšího mysu Cap Malheureux
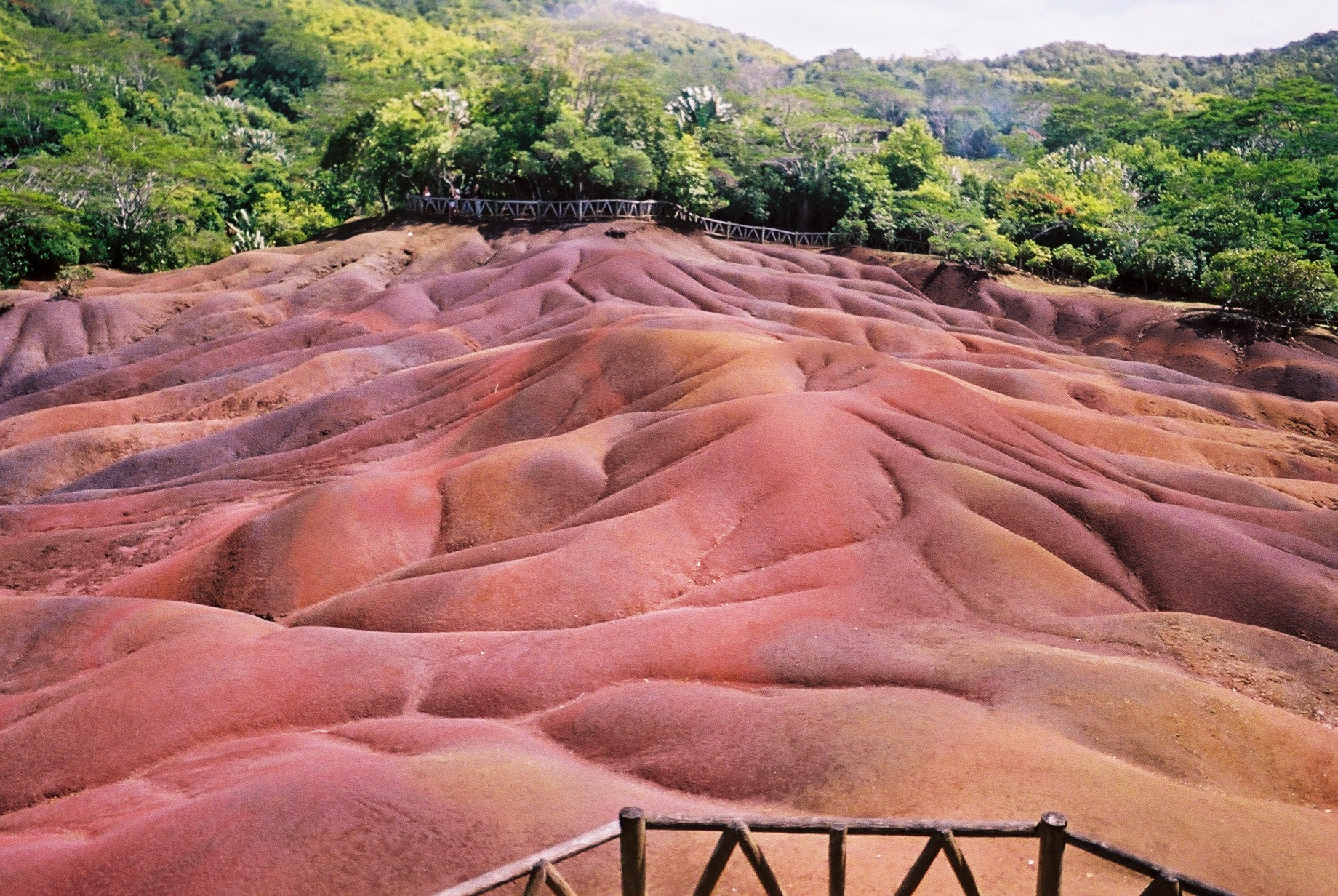
Seven Coloured Earths v oblasti Chamarelu
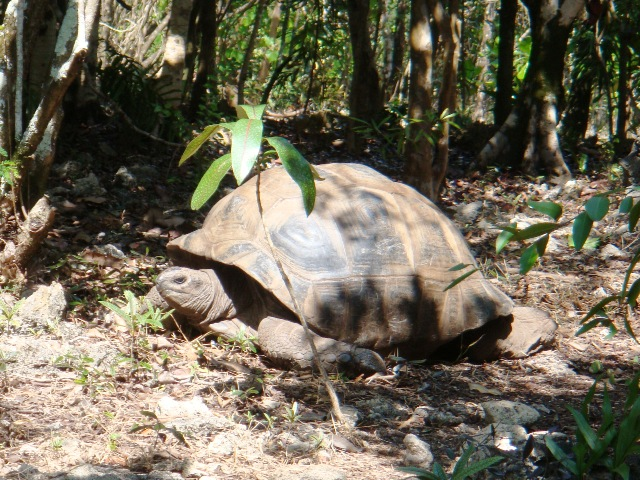
Želva obrovská v přírodní rezervaci Ile aux Aigrettes